# Élections cantonales de 2011 dans l'Allier
Les élections cantonales ont eu lieu les 20 mars 2011 et 27 mars 2011.

## Contexte départemental

### Assemblée départementale sortante
Avant les élections, le conseil général de l'Allier est présidé par Jean-Paul Dufrègne (PCF). Il comprend 35 conseillers généraux issus des 35 cantons de l'Allier. 18 d'entre eux sont renouvelables lors de ces élections. 
| Parti                             | Sigle | Élus |
| --------------------------------- | ----- | ---- |
| Majorité (18 sièges)              |       |      |
| Parti communiste français         | PCF   | 9    |
| Parti socialiste                  | PS    | 7    |
| Parti radical de gauche           | PRG   | 2    |
| Opposition (17 sièges)            |       |      |
| Divers droite                     | DVD   | 13   |
| Union pour un mouvement populaire | UMP   | 3    |
| Nouveau Centre                    | NC    | 1    |
| Président du Conseil général      |       |      |
| Jean-Paul Dufrègne (PCF)          |       |      |

## Résultats à l'échelle du département
| Étiquette      | Étiquette                         | Premier tour | Premier tour | Second tour | Second tour | Sièges |
| Étiquette      | Étiquette                         | Voix         | %            | Voix        | %           | Sièges |
| -------------- | --------------------------------- | ------------ | ------------ | ----------- | ----------- | ------ |
|                | Parti socialiste                  | 16 331       | 26,11        | 12 917      | 29,47       | 5      |
|                | Parti communiste français         | 13 725       | 21,94        | 8 010       | 18,28       | 6      |
|                | Parti radical de gauche           | 3 653        | 5,84         | 3 734       | 8,52        | 1      |
|                | Les Verts                         | 3 359        | 5,37         |             |             |        |
|                | Divers gauche                     | 1 212        | 1,94         |             |             |        |
|                | Extrême gauche                    | 367          | 0,59         |             |             |        |
| Gauche         | Gauche                            | 38 647       | 61,79        | 24 661      | 56,27       | 12     |
|                |                                   |              |              |             |             |        |
|                | Union pour un mouvement populaire | 17 360       | 27,76        | 16 137      | 36,82       | 6      |
|                | Front national                    | 3 922        | 6,27         | 2 188       | 4,99        | 0      |
|                | Nouveau centre                    | 940          | 1,50         |             |             |        |
|                | Divers droite                     | 699          | 1,12         | 842         | 1,92        | 0      |
|                | Extrême droite                    | 392          | 0,63         |             |             |        |
|                | MoDem                             | 51           | 0,08         |             |             |        |
| Droite         | Droite                            | 23 364       | 37,36        | 19 167      | 43,73       | 6      |
|                |                                   |              |              |             |             |        |
|                | Ecologistes divers                | 533          | 0,85         |             |             |        |
|                |                                   |              |              |             |             |        |
| Inscrits       | Inscrits                          | 133 102      | 100,00       | 101 563     | 100,00      |        |
| Abstention     | Abstention                        | 68 219       | 51,25        | 53 924      | 53,09       |        |
| Votants        | Votants                           | 64 883       | 48,75        | 47 639      | 46,91       |        |
| Blancs et nuls | Blancs et nuls                    | 2 339        | 3,60         | 3 811       | 8,00        |        |
| Exprimés       | Exprimés                          | 62 544       | 96,40        | 43 828      | 92,00       |        |

### Résultats en nombre de sièges
| Parti | Sièges mis en jeu | Élus | Évolution     |
| ----- | ----------------- | ---- | ------------- |
| PS    | 6                 | 5    | 1             |
| DVD   | 5                 | 5    | en stagnation |
| PCF   | 5                 | 6    | 1             |
| PRG   | 1                 | 1    | en stagnation |
| UMP   | 1                 | 1    | en stagnation |

### Assemblée départementale à l'issue des élections
| Parti                             | Sigle | Élus |
| --------------------------------- | ----- | ---- |
| Majorité (18 sièges)              |       |      |
| Parti communiste français         | PCF   | 10   |
| Parti socialiste                  | PS    | 6    |
| Parti radical de gauche           | PRG   | 2    |
| Opposition (17 sièges)            |       |      |
| Divers droite                     | DVD   | 13   |
| Union pour un mouvement populaire | UMP   | 3    |
| Nouveau Centre                    | NC    | 1    |
| Président du conseil général      |       |      |
| Jean-Paul Dufrègne (PCF)          |       |      |

## Résultats par canton

### Canton de Bourbon-l'Archambault
Sans opposition à droite, le conseiller sortant communiste, Gilles Mazuel, est réélu largement dès le premier tour. Cette absence de candidat à droite peut en partie expliquer une abstention en hausse par rapport à 2004 : elle passe de 28,8 à 44,1 %. Le sortant retrouve face à lui le même candidat d'EELV, François Boureux qui stabilise son nombre de voix mais se voit devancer par un autre candidat écologiste, Thierry Jaccaud, candidat aux régionales en 1998 et aux municipales à Paris en 2001 et en 2008. Le PS se stabilise, sinon, également et le centre se trouve représenté par le candidat du Trèfle, Jean-Marie Guillaumin qui réalise un score faible en comparaison des résultats de l'UMP en 2004 (165 voix contre 1 029 en 2004).
| Candidats      | Candidats             | Étiquette      | Premier tour | Premier tour |
| Candidats      | Candidats             | Étiquette      | Voix         | %            |
| -------------- | --------------------- | -------------- | ------------ | ------------ |
|                | Gilles Mazuel*        | FG             | 1 465        | 59,12        |
|                | Thierry Jaccaud       | DVE            | 368          | 14,85        |
|                | Alain Pousset         | PS             | 254          | 10,25        |
|                | François Boureux      | EÉLV           | 226          | 9,12         |
|                | Jean-Marie Guillaumin | Trèfle         | 165          | 6,66         |
|                |                       |                |              |              |
| Inscrits       | Inscrits              | Inscrits       | 4 824        | 100,00       |
| Abstentions    | Abstentions           | Abstentions    | 2 127        | 44,09        |
| Votants        | Votants               | Votants        | 2 697        | 55,91        |
| Blancs et nuls | Blancs et nuls        | Blancs et nuls | 219          | 8,12         |
| Exprimés       | Exprimés              | Exprimés       | 2 478        | 91,88        |

*sortant

### Canton de Cérilly
Le sénateur et ancien président UMP du conseil général, Gérard Dériot, est réélu sans grande surprise. Il frôle la réélection dès le premier tour et est réélu au second face à la candidate communiste et réalise un score en hausse de près de 2 points en pourcentage de voix mais en baisse de presque de 200 voix par rapport à 2004. Au premier tour, en revanche, le socialiste Alain Gaubert maintient son score en voix par rapport à 2004 où il était déjà présent ainsi que les communistes.
| Candidats      | Candidats                | Étiquette      | Premier tour | Premier tour | Second tour | Second tour |
| Candidats      | Candidats                | Étiquette      | Voix         | %            | Voix        | %           |
| -------------- | ------------------------ | -------------- | ------------ | ------------ | ----------- | ----------- |
|                | Gérard Dériot*           | UMP            | 1 354        | 49,71        | 1 729       | 56,52       |
|                | Françoise Pobeau-Poupard | FG             | 804          | 29,52        | 1 330       | 43,48       |
|                | Alain Gaubert            | PS             | 566          | 20,78        |             |             |
|                |                          |                |              |              |             |             |
| Inscrits       | Inscrits                 | Inscrits       | 4 824        | 100,00       | 4 824       | 100,00      |
| Abstentions    | Abstentions              | Abstentions    | 1 977        | 40,98        | 1 656       | 34,33       |
| Votants        | Votants                  | Votants        | 2 847        | 59,02        | 3 168       | 65,67       |
| Blancs et nuls | Blancs et nuls           | Blancs et nuls | 123          | 4,32         | 109         | 3,44        |
| Exprimés       | Exprimés                 | Exprimés       | 2 724        | 95,68        | 3 059       | 96,56       |

*sortant

### Canton de Chantelle
Contrairement à 2004, chaque camp se trouve assez uni dans cette élection, ce qui permet notamment à André Bidaud, maire de Chantelle et conseiller UDF puis DVD sortant, d'être largement réélu au premier tour alors qu'en 2004, un candidat divers droite s'était maintenu au second tour causant une triangulaire. Du côté de la gauche également, l'union est de mise puisque seuls deux candidats se présentent contre cinq en 2004 : la socialiste Corinne Boulard qui maintient le nombre de voix du PS à environ 440 comme en 2004, et l'écologiste François Dochez auquel se sont ralliés les communistes et les radicaux, mais cette union ne satisfait pas leur électorat qui passe de plus de 500 voix en 2004 pour les différents candidats à moins de 350 cette fois.
| Candidats      | Candidats       | Étiquette      | Premier tour | Premier tour |
| Candidats      | Candidats       | Étiquette      | Voix         | %            |
| -------------- | --------------- | -------------- | ------------ | ------------ |
|                | André Bidaud*   | UMP            | 1 422        | 64,87        |
|                | Corinne Boulard | PS             | 441          | 20,12        |
|                | François Dochez | EÉLV-FG-PRG    | 329          | 15,01        |
|                |                 |                |              |              |
| Inscrits       | Inscrits        | Inscrits       | 4 188        | 100,00       |
| Abstentions    | Abstentions     | Abstentions    | 1 905        | 45,49        |
| Votants        | Votants         | Votants        | 2 283        | 54,51        |
| Blancs et nuls | Blancs et nuls  | Blancs et nuls | 91           | 3,99         |
| Exprimés       | Exprimés        | Exprimés       | 2 192        | 96,01        |

*sortant

### Canton de Cusset-Nord
Après sa réélection aux municipales de Cusset en 2008, la réélection de René Bardet aux cantonales semblait sur la bonne voie et en effet, celui-ci est réélu au second tour, une nouvelle fois face à l'UMP, (représenté par un jeune candidat de 22 ans : Jean-Sébastien Laloy), plus largement de 2 points par rapport à 2004 mais avec pour les deux partis un nombre de voix largement inférieur, de 900 à 1 000 voix en moins chacun. Il faut également noter qu'au premier tour, la situation ne semblait pas gagnée d'avance, avec trois autres candidats à gauche dont J-Y Chégut, divers gauche, qui se place en troisième position avec 29 voix de moins que l'UMP, et bien loin devant la candidate PS (Nathalie Chervet-Teixeira, conseillère municipale de Cusset), et Jacques Daubernard, candidat radical de gauche, déjà présent aux municipales de 2008 face aux communistes et qui y avait causé une triangulaire. (score faible à ces cantonales comparé aux 1 773 voix qu'il y avait récoltées).
| Candidats      | Candidats                 | Étiquette      | Premier tour | Premier tour | Second tour | Second tour |
| Candidats      | Candidats                 | Étiquette      | Voix         | %            | Voix        | %           |
| -------------- | ------------------------- | -------------- | ------------ | ------------ | ----------- | ----------- |
|                | René Bardet*              | FG-EÉLV        | 1 061        | 26,17        | 2 330       | 58,96       |
|                | Jean-Sébastien Laloy      | UMP            | 800          | 19,73        | 1 622       | 41,04       |
|                | Jean-Yves Chégut          | DVG            | 771          | 19,01        |             |             |
|                | Jeanne Fleur              | FN             | 649          | 16,00        |             |             |
|                | Nathalie Chervet-Teixeira | PS             | 394          | 9,72         |             |             |
|                | Jacques Daubernard        | PRG            | 380          | 9,37         |             |             |
|                |                           |                |              |              |             |             |
| Inscrits       | Inscrits                  | Inscrits       | 9 230        | 100,00       | 9 230       | 100,00      |
| Abstentions    | Abstentions               | Abstentions    | 5 031        | 54,51        | 4 869       | 52,75       |
| Votants        | Votants                   | Votants        | 4 199        | 45,49        | 4 361       | 47,25       |
| Blancs et nuls | Blancs et nuls            | Blancs et nuls | 144          | 3,43         | 409         | 9,38        |
| Exprimés       | Exprimés                  | Exprimés       | 4 055        | 96,57        | 3 952       | 90,62       |

*sortant

### Canton de Cusset-Sud
Sans surprise, le député radical de gauche, Gérard Charasse est réélu dans ce canton où il est élu depuis 1998. Sa réélection est facilitée au second tour par un duel face au FN (qui obtient un score stable au premier tour par rapport à 2004) duquel il triomphe largement avec un score supérieur de 2 points à celui de 2004 mais avec une abstention en hausse de près de 19 %, il perd plus de 1 000 voix. La droite perd donc largement du terrain en divisant par deux son nombre de voix et en arrivant derrière la candidate PS qui symbolise avec les candidats écologiste et communiste, une certaine désunion de la gauche dans ce canton.
| Candidats      | Candidats             | Étiquette      | Premier tour | Premier tour | Second tour | Second tour |
| Candidats      | Candidats             | Étiquette      | Voix         | %            | Voix        | %           |
| -------------- | --------------------- | -------------- | ------------ | ------------ | ----------- | ----------- |
|                | Gérard Charasse*      | PRG            | 2 086        | 42,76        | 3 734       | 74,23       |
|                | Gilles Channet        | FN             | 828          | 16,97        | 1 296       | 25,77       |
|                | Nicole Eymard         | PS             | 703          | 14,41        |             |             |
|                | François Sennepin     | UMP            | 582          | 11,93        |             |             |
|                | Jean-Claude Hernandez | EÉLV           | 350          | 7,18         |             |             |
|                | Georges Thin          | FG             | 329          | 6,74         |             |             |
|                |                       |                |              |              |             |             |
| Inscrits       | Inscrits              | Inscrits       | 10 562       | 100,00       | 10 562      | 100,00      |
| Abstentions    | Abstentions           | Abstentions    | 5 505        | 52,12        | 5 182       | 49,06       |
| Votants        | Votants               | Votants        | 5 057        | 47,88        | 5 380       | 50,94       |
| Blancs et nuls | Blancs et nuls        | Blancs et nuls | 179          | 3,54         | 350         | 6,51        |
| Exprimés       | Exprimés              | Exprimés       | 4 878        | 96,46        | 5 030       | 93,49       |

*sortant

### Canton de Domérat-Montluçon-Nord-Ouest
Après avoir fait tomber, aux municipales de 2008, ce bastion communiste qu'était Domérat depuis plus de 50 ans, il était évident que Marc Malbet verrait sa réélection presque acquise et ce fut le cas : largement réélu dès le premier tour avec un score en hausse de plus de 500 voix. Une nouvelle fois, cette réélection se fait au détriment des communistes qui voient leurs voix divisées par deux par rapport à 2004. La droite, malgré son emprise sur Montluçon confirmée aux municipales de 2008, est toujours réduite au rang de troisième force politique dans ce canton avec un score en baisse de plus de 400 voix. L'extrême gauche, elle, voit ses voix divisées par deux avec une seule candidate du NPA.
| Candidats      | Candidats       | Étiquette      | Premier tour | Premier tour |
| Candidats      | Candidats       | Étiquette      | Voix         | %            |
| -------------- | --------------- | -------------- | ------------ | ------------ |
|                | Marc Malbet*    | PS             | 2 483        | 63,13        |
|                | Virginie Aurat  | FG             | 702          | 17,85        |
|                | Gérard Gaultier | UMP            | 618          | 15,71        |
|                | Christiane Halm | NPA            | 130          | 3,31         |
|                |                 |                |              |              |
| Inscrits       | Inscrits        | Inscrits       | 8 889        | 100,00       |
| Abstentions    | Abstentions     | Abstentions    | 4 782        | 53,80        |
| Votants        | Votants         | Votants        | 4 107        | 46,20        |
| Blancs et nuls | Blancs et nuls  | Blancs et nuls | 174          | 4,24         |
| Exprimés       | Exprimés        | Exprimés       | 3 933        | 95,76        |

*sortant

### Canton de Dompierre-sur-Besbre
Le conseiller sortant socialiste, Roland Fleury, qui avait réussi à maintenir ce canton dans le giron du PS après le retrait de l'ancien député François Colcombet, se fait cette fois largement devancer par le nouveau maire de Dompierre-sur-Besbre, l'apparenté communiste, Pascal Vernisse. Le sortant perd ainsi 250 voix par rapport à 2004 et se désiste puisque deuxième au profit du communiste comme veut la tradition républicaine entre socialistes et communistes. Le maire du chef-lieu affronte donc le candidat de la droite qui fait perdre à son camp environ 350 voix au premier tour puis 900 au second. (ces scores en baisse peuvent en partie s'expliquer par une abstention qui grimpe environ de 12, pour le premier tour, à 16 points, pour le second tour, par rapport à 2004)
| Candidats      | Candidats       | Étiquette      | Premier tour | Premier tour | Second tour | Second tour |
| Candidats      | Candidats       | Étiquette      | Voix         | %            | Voix        | %           |
| -------------- | --------------- | -------------- | ------------ | ------------ | ----------- | ----------- |
|                | Pascal Vernisse | FG             | 1 404        | 42,15        | 2 180       | 68,13       |
|                | Roland Fleury*  | PS             | 1 019        | 30,59        |             |             |
|                | Pierre Girard   | UMP            | 908          | 27,26        | 1 020       | 31,88       |
|                |                 |                |              |              |             |             |
| Inscrits       | Inscrits        | Inscrits       | 6 796        | 100,00       | 6 796       | 100,00      |
| Abstentions    | Abstentions     | Abstentions    | 3 344        | 49,21        | 3 437       | 50,57       |
| Votants        | Votants         | Votants        | 3 452        | 50,79        | 3 359       | 49,43       |
| Blancs et nuls | Blancs et nuls  | Blancs et nuls | 121          | 3,51         | 159         | 4,73        |
| Exprimés       | Exprimés        | Exprimés       | 3 331        | 96,49        | 3 200       | 95,27       |

*sortant

### Canton d'Escurolles
Avec Vichy-Sud, ce canton est le plus disputé du département : 7 candidats se présentent. Une certaine désunion à droite mais surtout à gauche explique ce nombre important de candidatures. À droite, se présentait, en premier lieu, le sortant Jean-Jacques Rozier : l'ancien maire d'Escurolles, élu depuis 1993 arrive largement en tête du premier tour et retrouve face à lui le même candidat socialiste qu'en 2004, Christian Trillet. Ces deux personnages obtiennent tous deux un score en baisse au premier tour : 2 à 3 % en moins environ et de 700 à plus de 900 voix en moins par rapport à 2004. Au second tour, l'abstention bondissant de 31,6 à 51 %, les deux candidats enregistrent des baisses de voix (1000 à 1500 chacun) mais M. Rozier progresse en pourcentage de 2,5 % environ. Sinon le FN et les communistes restent stables en pourcentage de voix mais avec un progrès en pourcentage de l'ordre de 2 %, les écologistes et les radicaux de gauche perdent respectivement 200 et 100 voix environ mais restent stable en pourcentage et le centre-droit arrive bon dernier avec un score faible.
| Candidats      | Candidats            | Étiquette      | Premier tour | Premier tour | Second tour | Second tour |
| Candidats      | Candidats            | Étiquette      | Voix         | %            | Voix        | %           |
| -------------- | -------------------- | -------------- | ------------ | ------------ | ----------- | ----------- |
|                | Jean-Jacques Rozier* | DVD            | 2 427        | 35,16        | 3 815       | 56,01       |
|                | Christian Trillet    | PS             | 1 348        | 19,53        | 2 996       | 43,99       |
|                | Jean-Pierre Lesage   | FN             | 1 235        | 17,89        |             |             |
|                | Anne Babian-Lhermet  | EÉLV           | 665          | 9,63         |             |             |
|                | Michel Gacon         | FG             | 538          | 7,79         |             |             |
|                | Raymond Mazal        | PRG            | 379          | 5,49         |             |             |
|                | Pierre Houbé         | UC             | 310          | 4,49         |             |             |
|                |                      |                |              |              |             |             |
| Inscrits       | Inscrits             | Inscrits       | 14 932       | 100,00       | 14 929      | 100,00      |
| Abstentions    | Abstentions          | Abstentions    | 7 861        | 52,65        | 7 616       | 51,01       |
| Votants        | Votants              | Votants        | 7 071        | 47,35        | 7 313       | 48,99       |
| Blancs et nuls | Blancs et nuls       | Blancs et nuls | 169          | 2,39         | 502         | 6,86        |
| Exprimés       | Exprimés             | Exprimés       | 6 902        | 97,61        | 6 811       | 93,14       |

*sortant

### Canton de Hérisson
Le communiste Daniel Roussat est confortablement réélu pour un troisième mandat. Le maire de Cosne-d’Allier bat aisément le maire DVD du village de Hérisson, Bernard Faureau. On notera l’affaiblissement des socialistes qui s’étaient qualifiés pour le second tour en 2004 mais qui n’y arrivent pas avec leur nouveau candidat, le maire du village d’Audes, Serge Boulade.
| Candidats      | Candidats        | Étiquette      | Premier tour | Premier tour | Second tour | Second tour |
| Candidats      | Candidats        | Étiquette      | Voix         | %            | Voix        | %           |
| -------------- | ---------------- | -------------- | ------------ | ------------ | ----------- | ----------- |
|                | Daniel Roussat*  | FG             | 1 280        | 33,70        | 2 170       | 58,47       |
|                | Bernard Faureau  | UR             | 914          | 24,07        | 1 541       | 41,53       |
|                | Serge Boulade    | PS             | 798          | 21,01        |             |             |
|                | Marie de Nicolay | UC             | 525          | 13,82        |             |             |
|                | Daniel Jumeau    | EÉLV           | 281          | 7,40         |             |             |
|                |                  |                |              |              |             |             |
| Inscrits       | Inscrits         | Inscrits       | 6 864        | 100,00       | 6 864       | 100,00      |
| Abstentions    | Abstentions      | Abstentions    | 2 925        | 42,61        | 2 833       | 41,27       |
| Votants        | Votants          | Votants        | 3 939        | 57,39        | 4 031       | 58,73       |
| Blancs et nuls | Blancs et nuls   | Blancs et nuls | 141          | 3,58         | 320         | 7,94        |
| Exprimés       | Exprimés         | Exprimés       | 3 798        | 96,42        | 3 711       | 92,06       |

*sortant

### Canton de Jaligny-sur-Besbre
Dans ce canton à gauche depuis plus de 100 ans, le maire socialiste du village de Thionne, Jean-Paul Chérasse, est aisément réélu au second tour face au maire de droite de Bert, Jacques Caillault. Mais la gauche n'apparaissait certainement pas unie au premier tour avec, notamment, la présence d'Henri Pujos, maire de Sorbier, qui a bien failli devancer Jacques Caillault au premier tour.
| Candidats      | Candidats           | Étiquette      | Premier tour | Premier tour | Second tour | Second tour |
| Candidats      | Candidats           | Étiquette      | Voix         | %            | Voix        | %           |
| -------------- | ------------------- | -------------- | ------------ | ------------ | ----------- | ----------- |
|                | Jean-Paul Chérasse* | PS             | 771          | 43,96        | 1 153       | 65,55       |
|                | Jacques Caillault   | UR             | 370          | 21,09        | 606         | 34,45       |
|                | Henri Pujos         | DVG            | 358          | 20,41        |             |             |
|                | Robert Mathieu      | FG             | 110          | 6,27         |             |             |
|                | Philippe Levasseur  | EÉLV           | 107          | 6,10         |             |             |
|                | Philippe Merelle    | UC             | 38           | 2,17         |             |             |
|                |                     |                |              |              |             |             |
| Inscrits       | Inscrits            | Inscrits       | 3 428        | 100,00       | 3 428       | 100,00      |
| Abstentions    | Abstentions         | Abstentions    | 1 587        | 46,30        | 1 560       | 45,51       |
| Votants        | Votants             | Votants        | 1 841        | 53,70        | 1 868       | 54,49       |
| Blancs et nuls | Blancs et nuls      | Blancs et nuls | 87           | 4,73         | 109         | 5,84        |
| Exprimés       | Exprimés            | Exprimés       | 1 754        | 95,27        | 1 759       | 94,16       |

*sortant

### Canton de Marcillat-en-Combraille
Le canton de Marcillat-en-Combraille est le seul, au niveau départemental à ne pas voir son sortant se représenter lors de ces élections. En l’occurrence, l'ancien sénateur Bernard Barraux se retire après 38 ans au conseil général. Son départ n'empêche pas la confirmation de l'ancrage à droite de ce canton avec l'élection dès le premier tour de Christian Chito, déjà successeur de l'ancien parlementaire à la mairie de Marcillat, face à quatre candidats de gauche, Patrick Maire, le maire socialiste de Saint-Genest en tête avec 34 points de retard sur le nouvel élu.
| Candidats      | Candidats        | Étiquette      | Premier tour | Premier tour |
| Candidats      | Candidats        | Étiquette      | Voix         | %            |
| -------------- | ---------------- | -------------- | ------------ | ------------ |
|                | Christian Chito  | UR             | 1 265        | 52,75        |
|                | Patrick Maire    | PS             | 449          | 18,72        |
|                | Pierre Mothet    | FG             | 260          | 10,84        |
|                | Nicole Gagnepain | EÉLV           | 197          | 8,22         |
|                | Abdou Diallo     | PRG            | 176          | 7,34         |
|                | Nicolas Delaire  | MoDem          | 51           | 2,13         |
|                |                  |                |              |              |
| Inscrits       | Inscrits         | Inscrits       | 4 819        | 100,00       |
| Abstentions    | Abstentions      | Abstentions    | 2 334        | 48,43        |
| Votants        | Votants          | Votants        | 2 485        | 51,57        |
| Blancs et nuls | Blancs et nuls   | Blancs et nuls | 87           | 3,50         |
| Exprimés       | Exprimés         | Exprimés       | 2 398        | 96,50        |

### Canton de Mayet-de-Montagne
Comme lors de sa première élection en 2004, le maire DVD d'Arronnes, François Szypula souffre de la candidature d'un autre représentant de la droite jusqu'au second tour. Cette fois-ci, il s'agit de Jean-Dominique Barraud, maire DVD du village de Lavoine depuis 1989. Malgré cela, le sortant obtient un second mandat avec une abstention bondissant de 15 %. La gauche divisée entre quatre candidats ne parvient pas à atteindre le second tour comme en 2004 où elle s'était davantage unifiée derrière le radical Paul Batut qui avait alors réussi à atteindre le second tour. 
| Candidats      | Candidats              | Étiquette      | Premier tour | Premier tour | Second tour | Second tour |
| Candidats      | Candidats              | Étiquette      | Voix         | %            | Voix        | %           |
| -------------- | ---------------------- | -------------- | ------------ | ------------ | ----------- | ----------- |
|                | François Szypula*      | UR             | 858          | 40,72        | 1 135       | 57,41       |
|                | Jean-Dominique Barraud | DVD            | 548          | 26,01        | 842         | 42,59       |
|                | Paul Batut             | PRG            | 242          | 11,49        |             |             |
|                | Guy Matichard          | PS             | 195          | 9,25         |             |             |
|                | Philippe Bertrand      | EÉLV           | 181          | 8,59         |             |             |
|                | Jacques Terracol       | DVG            | 83           | 3,94         |             |             |
|                |                        |                |              |              |             |             |
| Inscrits       | Inscrits               | Inscrits       | 3 786        | 100,00       | 3 785       | 100,00      |
| Abstentions    | Abstentions            | Abstentions    | 1 600        | 42,26        | 1 609       | 42,51       |
| Votants        | Votants                | Votants        | 2 186        | 57,74        | 2 176       | 57,49       |
| Blancs et nuls | Blancs et nuls         | Blancs et nuls | 79           | 3,61         | 199         | 9,15        |
| Exprimés       | Exprimés               | Exprimés       | 2 107        | 96,39        | 1 977       | 90,85       |

*sortant

### Canton du Montet
La conseillère municipale communiste du village de Cressanges, Marie-Françoise Lacarin se voit confirmer son ancrage politique en étant réélue dès le premier tour après avoir repris cet ancien bastion communiste à la droite en 2004. C'est par ailleurs son prédécesseur, l'ancien député UMP et maire de Meillard, Yves Simon qu'elle bat à nouveau. On notera une abstention grimpante (8,5 % de plus) qui fait baisser le nombre de voix de la droite et des socialistes d'environ 300 voix alors que le PCF progresse de 350 voix environ. 
| Candidats      | Candidats                | Étiquette      | Premier tour | Premier tour |
| Candidats      | Candidats                | Étiquette      | Voix         | %            |
| -------------- | ------------------------ | -------------- | ------------ | ------------ |
|                | Marie-Françoise Lacarin* | FG             | 1 251        | 52,59        |
|                | Yves Simon               | UR             | 984          | 41,36        |
|                | Jean-Luc Dorsit          | PS             | 144          | 6,05         |
|                |                          |                |              |              |
| Inscrits       | Inscrits                 | Inscrits       | 3 831        | 100,00       |
| Abstentions    | Abstentions              | Abstentions    | 1 355        | 35,37        |
| Votants        | Votants                  | Votants        | 2 476        | 64,63        |
| Blancs et nuls | Blancs et nuls           | Blancs et nuls | 97           | 3,92         |
| Exprimés       | Exprimés                 | Exprimés       | 2 379        | 96,08        |

*sortant

### Canton de Montluçon-Ouest
Alors que la droite avait confirmé son emprise sur la mairie de Montluçon en 2008 en voyant sa liste réélue dès le premier tour, l'un des mêmes conseillers élus sur cette dernière, Jean-Pierre Momcilovic, se montre incapable de faire vaciller le sortant socialiste. Le maire de Prémilhat, Bernard Pozzoli, balaie effectivement son opposant qui n'atteint même pas le tiers des voix. On notera également la forte augmentation de l'abstention (20 % environ) et l'affaiblissement des communistes qui obtenaient 900 voix de plus en 2004 lorsqu'ils avaient perdu le canton .
| Candidats      | Candidats              | Étiquette      | Premier tour | Premier tour | Second tour | Second tour |
| Candidats      | Candidats              | Étiquette      | Voix         | %            | Voix        | %           |
| -------------- | ---------------------- | -------------- | ------------ | ------------ | ----------- | ----------- |
|                | Bernard Pozzoli*       | PS             | 1 697        | 48,06        | 2 395       | 67,46       |
|                | Jean-Pierre Momcilovic | UR-UC          | 1 032        | 29,23        | 1 155       | 32,54       |
|                | Hicham Rady            | FG             | 414          | 11,72        |             |             |
|                | René Casilla           | NPA            | 165          | 4,67         |             |             |
|                | Bernard Taillandier    | DVD            | 151          | 4,28         |             |             |
|                | Jean-Paul Moret        | POI            | 72           | 2,04         |             |             |
|                |                        |                |              |              |             |             |
| Inscrits       | Inscrits               | Inscrits       | 9 153        | 100,00       | 9 153       | 100,00      |
| Abstentions    | Abstentions            | Abstentions    | 5 466        | 59,72        | 5 408       | 59,08       |
| Votants        | Votants                | Votants        | 3 687        | 40,28        | 3 745       | 40,92       |
| Blancs et nuls | Blancs et nuls         | Blancs et nuls | 156          | 4,23         | 195         | 5,21        |
| Exprimés       | Exprimés               | Exprimés       | 3 531        | 95,77        | 3 550       | 94,79       |

*sortant

### Canton de Moulins-Ouest
À l'image de la situation à Montluçon, alors que la droite s'était vue confirmée aux municipales de 2008, c'est la gauche qui maintient et même renforce son emprise sur le canton. Ici, c'est le maire PS d'Avermes, Alain Denizot qui obtient un second mandat face à la candidate de droite. Quant aux autres candidats, les écologistes maintiennent une base de plus de 350 électeurs presque comme en 2004 alors que l'extrême droite se voit perdre plus de 250 électeurs et que le PCF, représenté par un conseiller municipal d'Avermes, en perd plus de 60 mais progresse en pourcentage, ce qui est principalement dû à une abstention grimpant de près de 19 %.
| Candidats      | Candidats                 | Étiquette      | Premier tour | Premier tour | Second tour | Second tour |
| Candidats      | Candidats                 | Étiquette      | Voix         | %            | Voix        | %           |
| -------------- | ------------------------- | -------------- | ------------ | ------------ | ----------- | ----------- |
|                | Alain Denizot*            | PS             | 1 826        | 42,09        | 2 821       | 64,66       |
|                | Françoise Rouault-Delisée | UR             | 1 105        | 25,47        | 1 542       | 35,34       |
|                | Gilbert Lartigau          | FG             | 629          | 14,50        |             |             |
|                | Bernard Taillandier       | EXD            | 392          | 9,04         |             |             |
|                | Bernard Rouault           | EÉLV           | 386          | 8,90         |             |             |
|                |                           |                |              |              |             |             |
| Inscrits       | Inscrits                  | Inscrits       | 11 086       | 100,00       | 11 086      | 100,00      |
| Abstentions    | Abstentions               | Abstentions    | 6 587        | 59,42        | 6 446       | 58,15       |
| Votants        | Votants                   | Votants        | 4 499        | 40,58        | 4 640       | 41,85       |
| Blancs et nuls | Blancs et nuls            | Blancs et nuls | 161          | 3,58         | 277         | 5,97        |
| Exprimés       | Exprimés                  | Exprimés       | 4 338        | 96,42        | 4 363       | 94,03       |

*sortant

### Canton de Souvigny
Sans surprise, le président communiste du conseil général, Jean-Paul Dufrègne obtient aisément un troisième mandat dès le premier tour. Cette fois-ci, il n'aura trouvé qu'un candidat socialiste et une candidate de droite, Isabelle Gardien, ancienne collaboratrice du député Yves Simon, pour le défier mais sans succès et cette dernière fait même perdre à son camp près de 450 voix par rapport à 2004.
| Candidats      | Candidats           | Étiquette      | Premier tour | Premier tour |
| Candidats      | Candidats           | Étiquette      | Voix         | %            |
| -------------- | ------------------- | -------------- | ------------ | ------------ |
|                | Jean-Paul Dufrègne* | FG             | 1 881        | 68,23        |
|                | Isabelle Gardien    | UR             | 726          | 26,33        |
|                | Jean-Marc Étienne   | PS             | 150          | 5,44         |
|                |                     |                |              |              |
| Inscrits       | Inscrits            | Inscrits       | 4 984        | 100,00       |
| Abstentions    | Abstentions         | Abstentions    | 2 143        | 43,00        |
| Votants        | Votants             | Votants        | 2 841        | 57,00        |
| Blancs et nuls | Blancs et nuls      | Blancs et nuls | 84           | 2,96         |
| Exprimés       | Exprimés            | Exprimés       | 2 757        | 97,04        |

*sortant

### Canton de Vichy-Sud
L'UMP Christian Corne obtient aisément un second mandat au deuxième tour face au FN, ce qui confirme un ancrage à droite de ce canton, observé depuis sa création. En revanche, l'adjoint au maire de Vichy aurait pu avoir du souci à se faire concernant la gauche si celle-ci ne s'était pas montrée particulièrement divisée. Pas moins de quatre candidats se sont présentés : un écologiste, Daniel Rondepierre, tête de liste aux municipales de 2008, le communiste André Leca, transfuge du PS dont il était le candidat en 2004, le radical Christophe Pommeray, conseiller municipal de Vichy et le socialiste Pierre Gagnière. Ce morcellement contribue à propulser le FN au second tour mais la popularité du camp de la gauche, qui atteint presque 46 % des suffrages exprimés au premier tour, confirme l'élection serrée qui s'était déroulée aux municipales de 2008 entre la gauche et la droite.
| Candidats      | Candidats           | Étiquette      | Premier tour | Premier tour | Second tour | Second tour |
| Candidats      | Candidats           | Étiquette      | Voix         | %            | Voix        | %           |
| -------------- | ------------------- | -------------- | ------------ | ------------ | ----------- | ----------- |
|                | Christian Corne*    | UR             | 1 115        | 34,60        | 1 972       | 68,85       |
|                | David Salvan        | FN             | 566          | 17,56        | 892         | 31,15       |
|                | Pierre Gagnière     | PS             | 528          | 16,38        |             |             |
|                | Christophe Pommeray | PRG            | 390          | 12,10        |             |             |
|                | André Leca          | FG             | 333          | 10,33        |             |             |
|                | Daniel Rondepierre  | EÉLV           | 224          | 6,95         |             |             |
|                | Jean-Marc Carcassin | UC             | 67           | 2,08         |             |             |
|                |                     |                |              |              |             |             |
| Inscrits       | Inscrits            | Inscrits       | 8 426        | 100,00       | 8 426       | 100,00      |
| Abstentions    | Abstentions         | Abstentions    | 5 138        | 60,98        | 5 166       | 61,31       |
| Votants        | Votants             | Votants        | 3 288        | 39,02        | 3 260       | 38,69       |
| Blancs et nuls | Blancs et nuls      | Blancs et nuls | 65           | 1,98         | 396         | 12,15       |
| Exprimés       | Exprimés            | Exprimés       | 3 223        | 98,02        | 2 864       | 87,85       |

*sortant

### Canton d'Yzeure
Comme lors de l'élection partielle de 2007, l'adjoint au maire d'Yzeure, Pascal Perrin est élu seul candidat au second tour après le désistement de son collègue communiste, Jacques Cabanne. Les socialistes confirment ainsi leur mainmise sur ce canton comme c'est le cas depuis sa création en 1973. 
| Candidats      | Candidats        | Étiquette      | Premier tour | Premier tour | Second tour | Second tour |
| Candidats      | Candidats        | Étiquette      | Voix         | %            | Voix        | %           |
| -------------- | ---------------- | -------------- | ------------ | ------------ | ----------- | ----------- |
|                | Pascal Perrin*   | PS             | 2 565        | 44,48        | 3 552       | 100,00      |
|                | Jacques Cabanne  | FG             | 1 264        | 21,92        |             |             |
|                | Joël Talon       | UR             | 880          | 15,26        |             |             |
|                | Michel Bertrand  | FN             | 644          | 11,17        |             |             |
|                | Gérard Matichard | EÉLV           | 413          | 7,16         |             |             |
|                |                  |                |              |              |             |             |
| Inscrits       | Inscrits         | Inscrits       | 12 480       | 100,00       | 12 480      | 100,00      |
| Abstentions    | Abstentions      | Abstentions    | 6 552        | 52,50        | 8 121       | 65,07       |
| Votants        | Votants          | Votants        | 5 928        | 47,50        | 4 359       | 34,93       |
| Blancs et nuls | Blancs et nuls   | Blancs et nuls | 162          | 2,73         | 807         | 18,51       |
| Exprimés       | Exprimés         | Exprimés       | 5 766        | 97,27        | 3 552       | 81,49       |

*sortant